# Падение Дженнифер
«Падение Дженнифер» (англ. Jennifer Falls) — американский комедийный телесериал, созданный Мэттью Карлсоном, с Джейми Прессли в главной роли Дженнифер Дойл, матери-одиночки и карьеристки, которой после потери работы приходится переехать жить к своей самовлюбленной матери-психотерапевту, Мэгги (Джессика Уолтер). Сериал стартовал на TV Land 4 июня 2014 года.
Проект изначально снимался в качестве мультикамерного ситкома с живой аудиторией, однако в ходе производства был переоборудован в однокамерный, без закадрового смеха. Таким образом это первый проект TV Land, известного, в основном, благодаря шоу «Красотки в Кливленде», с однокамерной манерой съемки. Пилотный эпизод был заказан каналом в августе 2013 года, с прилагающейся к нему Джейми Прессли. В сентябре Мисси Пайл присоединилась к пилоту в роли школьной подруги героини Прессли, а в следующем месяце Джессика Уолтер подписалась играть роль её матери.
Сериал получил смешанные отзывы от критиков и не имел успеха в рейтингах, привлекая менее миллиона зрителей на премьере. 3 октября 2014 года канал объявил о закрытии шоу после одного сезона.

## Список серий[8]
| №  | Название                   | Дата выхода |
| -- | -------------------------- | ----------- |
| 1  | Pilot                      | 4 июн 2014  |
| 2  | Health Club                | 11 июн 2014 |
| 3  | Triangle                   | 18 июн 2014 |
| 4  | The Virginity Thief        | 25 июн 2014 |
| 5  | Staycation                 | 9 июл 2014  |
| 6  | School Trouble             | 16 июл 2014 |
| 7  | Three Dates With My Mother | 23 июл 2014 |
| 8  | Dads and Dogs              | 30 июл 2014 |
| 9  | Everybody Loves Adam       | 6 авг 2014  |
| 10 | Jennifer's Song            | 13 авг 2014 |